# Christophe
Daniel Bevilacqua (IPA: [danjɛl bɛvilakwa]; Juvisy-sur-Orge, 1945. október 13. – Brest, 2020. április 16.), művésznevén Christophe francia énekes és dalszerző.

## Diszkográfia

### Stúdióalbumok
- Christophe (1965, Disc'AZ)
- Sur la route de Salina (1970, Motors)
- Christophe (1972, Motors)
- Les paradis perdus (1973, Motors)
- Les mots bleus (1974, Motors)
- Samouraï (1976, Motors)
- La Dolce Vita (1977, Motors)
- Le Beau Bizarre (1978, Motors)
- Pas vu, pas pris (1980, Motors)
- Clichés d'amour (1983, Motors)
- Bevilacqua (1996, Epic)
- Comm'si la terre penchait (2001, Mercury)
- Aimer ce que nous sommes (2008, Az)
- Paradis retrouvé (2013, Motors)
- Les Vestiges du chaos (2016, Universal)

### Koncertlemezek
- Olympia (1975, Motors)
- Olympia 2002 (2002, Mercury)
- Intime (2014, Motors)

### Válogatáslemezek
- Mon Univers (1996, Motors) 1965-1988
- Best Of (2002, Dreyfus) 1965-1988
- Best Of (2006, Dreyfus) 1965-1988
- Christophe etc. (2019)
- Christophe etc. Vol. 2 (2019)
- Ultime. (2020)

### Soundtrackek
- La route de Salina (Motors)

## Fordítás
- Ez a szócikk részben vagy egészben  a   Christophe (singer) című angol Wikipédia-szócikk ezen változatának fordításán alapul.  Az eredeti cikk szerkesztőit annak laptörténete sorolja fel. Ez a jelzés csupán a megfogalmazás eredetét és a szerzői jogokat jelzi, nem szolgál a cikkben szereplő információk forrásmegjelöléseként.